# Eadwulf Cudel
Pour les articles homonymes, voir Eadwulf.
Eadwulf Cudel (mort dans les années 1020) est un comte de Bamburgh du début du XIe siècle. Son épithète cudel (cuttlefish en anglais moderne) signifie « seiche » en vieil anglais.

## Biographie
Eadwulf Cudel est le frère d'Uchtred le Hardi, comte de Northumbrie. Il lui succède à sa mort, en 1016, mais uniquement dans la moitié septentrionale de son domaine, autour de la forteresse de Bamburgh.
Selon le chroniqueur Siméon de Durham, qui le décrit comme un individu lâche et paresseux, il doit en 1018 abandonner le Lothian aux Écossais de Malcolm II qui ont vaincu les Northumbriens lors de la bataille de Carham.
À sa mort, c'est le fils aîné d'Uchtred, Ealdred, qui lui succède.